# 梅町 (大阪市)
梅町（うめまち）は、大阪府大阪市此花区にある町名。現行行政地名は梅町一丁目および梅町二丁目。2019年3月31日現在の人口は0人。

## 地理
此花区の西部に位置する。東に桜島と接しているほかは海に囲まれている。町内のほとんどは物流施設や工場である。

## 歴史
1931年（昭和6年）に成立した町名（大阪市の地名参照）。桜島地先の埋め立て地であることから、「埋町」の意と、桜と梅の対照によって「梅町」と命名された。
現行行政地名の「梅町」は、1976年（昭和51年）の住居表示実施により成立した（大阪市の地名参照）。

## 事業所
2016年（平成28年）現在の経済センサス調査による事業所数と従業員数は以下の通りである。
| 丁目       | 事業所数 | 従業員数 |
| ---------- | -------- | -------- |
| 梅町一丁目 | 15事業所 | 312人    |
| 梅町二丁目 | 44事業所 | 768人    |
| 計         | 59事業所 | 1,080人  |

## 施設
- ニチレイ・ロジスティクス関西 梅町物流センター（一丁目）
- ケミプロ化成 大阪工場
- カナモト 大阪中央営業所
- 第五管区海上保安本部大阪浮標基地（二丁目）

## その他

### 日本郵便
- 〒554-0032[3]（集配局：此花郵便局[7]）